# Gungwiller
Gungwiller é uma comuna francesa na região administrativa de Grande Leste, no departamento Baixo Reno. Estende-se por uma área de 1,65 km². Em 2010 a comuna tinha 283 habitantes (densidade: 171,5 hab./km²).